# Henri Jean Bonnier
Pour les articles homonymes, voir Bonnier.
Henri Jean Bonnier, né à Vanxains (Dordogne) le 29 janvier 1846 et décédé à une date inconnue, est un médecin militaire français devenu haut fonctionnaire dans le XIXe siècle, a été préfet de 1888 à 1897.

## Biographie
Il est médecin militaire, formé à l’École de médecine militaire de Strasbourg (École impériale du Service de santé militaire de Strasbourg).
Il fut aide-major en Algérie (1869-1870), aux armées de Metz et du Nord durant la guerre de 1870-1871, attaché en Algérie aux hôpitaux (1871-1872).
Il fut ensuite médecin à Guîtres (Gironde) (en 1872, il en fut conseiller municipal, 1876-1877) puis à Verteillac (Dordogne) (en 1877).
On le voit ensuite inspecteur des enfants assistés de la Gironde et de la Dordogne (1879-1881).
Suivit alors  une longue carrière préfectorale (1881-1897), : 
- Sous-préfet de l’arrondissement de Lavaur à Lavaur (Tarn) (26 janvier 1881 - 1882)
- Sous-préfet de l’arrondissement de Villefranche-de-Rouergue à Villefranche-de-Rouergue (Aveyron) (8 novembre 1882 - 1885)
- Sous-préfet de l’arrondissement de Bergerac à Bergerac (Dordogne) (19 décembre 1885 - 1888)
- Préfet du département de l’Aveyron à Rodez (5 octobre 1888-18 mars 1895)
- Préfet du département du Gard à Nîmes (1895-1897)

### Préfecture du Gard
Il est nommé préfet du Gard le 18 mars 1895, pendant l’affaire du Massacre des Italiens d'Aigues-Mortes, dont la polémique, entretenue par les autorités italiennes, avait placé la France dans une position inconfortable sur la scène internationale. Intrigué par l’attitude du général Caze avec qui il doit composer, il commande un rapport secret à son sujet qui restera lettre morte.
Après son départ de l’administration, il devient directeur de l’étabilissement thermal d’Aix-les-Bains.

## Distinctions
- Chevalier de la Légion d'honneur (31 octobre 1889)[8]